# Disney Cinemagic
Disney Cinemagic — бывший канал, запущенный компанией The Walt Disney Company, вещавший преимущественно в странах Европы, показывал полнометражные фильмы Walt Disney Pictures, в том числе и оригинальное кино канала Disney Channel. Disney Cinemagic показывал премьеры кино Disney по воскресеньям. Disney Cinemagic также показывал классические мультфильмы и мультсериалы Disney. Окончательно прекратил вещание 30 сентября 2019 года с закрытием последнего телеканала в Германии.

## Фильмы Disney Cinemagic

### Текущие Фильмы
- 102 далматинца
- Неисправимый Гуфи
- Ангелы в зачётной зоне
- Ангелы на площадке
- Атлантида 2: Возвращение Майло
- Бэмби 2
- Великий мышиный сыщик
- Чёрный котёл
- Братец медвежонок 2
- Кот из космоса
- Цыпленок Цыпа
- Утиные истории: Заветная лампа
- Каникулы Гуфи
- Король Лев
- Похождения императора
- Флаббер
- Лис и охотничий пес
- Джордж из джунглей
- Джордж из джунглей 2
- Геркулес
- Не бей копытом
- Дорогая, я уменьшил детей
- Горбун из Нотр-Дама 2
- Инспектор Гаджет 2
- Леди и Бродяга 2: Приключения Шалуна
- Лерой и Стич
- Русалочка 2: Возвращение в море
- Лило и Стич
- Лило и Стич 2
- Три мушкетёра: Микки, Дональд и Гуфи
- Могучие утята
- Мулан 2
- Оливер и компания
- Покахонтас 2
- Как стать принцессой (фильм)
- Переменка
- Робин Гуд
- Спасатели
- Спасатели в Австралии
- Питер Пэн
- Ракетчик
- Стич! Фильм
- Меч в камне
- Тарзан II
- Небыль
- Том и Гек
- История игрушек 2
- Большое путешествие
- Винни-Пух Приключение
- Винни Пух: Весенние денечки с малышом Ру

### Бывшие Фильмы
- 101 далматинец
- Гуфи (Goof: The Movie)
- Атлантида: Затерянный мир
- Бэмби
- Братец медвежонок
- Базз Лайтер из звездной команды
- Чип и Дейл спешат на помощь
- Золушка
- Золушка 2: Мечты сбываются
- Крутые виражи
- В поисках Немо
- Суперсемейка
- Инспектор Гаджет
- Леди и Бродяга
- Король Лев 2: Гордость Симбы
- Русалочка
- Love Bug
- Покахонтас
- Мулан
- Приключения Тигрули

## Программы Disney Cinemagic

### Текущие
- 101 далматинец (сериал)
- Аладдин
- Базз Лайтер из звёздной команды: Приключения начинаются
- Новая школа императора
- Лило и Стич (сериал)
- Король лев: Тимон и Пумба
- Русалочка
- Переменка
- Тарзан

### Бывшие
- Утиные истории
- Кряк-Бряк
- Геркулес (сериал)
- Мышинный дом
- Детёныши джунглей
- Мои друзья Тигруля и Винни: Мюзикл волшебного леса